# EPD Tour 2012
Seizoen 2012 van de EPD Tour, een serie golfwedstrijden voor professionals, begon met vier toernooien in de Turkse plaats Belek, gevolgd door zes toernooien in Marokko. Na een toernooi in Oostenrijk werd de rest in Duitsland gespeeld. Het schema bestond uit 20 toernooien.
Het prijzengeld is bij alle toernooien € 30.000 waarvan de winnaar € 5.000 krijgt, tenzij de winnaar een amateur is, dan gaat het prijzengeld naar de beste professional. Alleen het prijzengeld van het laatste toernooi, het Tour Championship, is € 45.000, waarvan de winnaar € 7.000 krijgt.
In 2011 won Reinier Saxton de Order of Merit, hij won de Al Maaden Classic, het Auto Hall Open en de Haus Bey Classic. Wouter de Vries eindigde op de 17de plaats, Tristan Bierenbroodspot werd 52ste, Floris de Haas 53ste en Sven Maurits 61ste. Voor de top-5 betaalt de EPD Tour de onkosten om naar de Tourschool van de Europese Tour te gaan.
In 2012 speelden de volgende spelers uit Nederland: Tristan Bierenbroodspot, Floris de Haas, Sven Maurits, Nicolas Nubé, Fernand Osther, Ramon Schilperoord en Wouter de Vries, waarbij Osther de enige rookie is. 

Er deden geen Belgen mee.
| Van      | Tot      | Toernooi                           | Baan                                  | Winnaar               | Score | Score |
| -------- | -------- | ---------------------------------- | ------------------------------------- | --------------------- | ----- | ----- |
| 19 jan.  | 21 jan.  | Gloria New Course Classic          | Gloria Golf Club, Belek               | Maximilian Glauert    | 132   | -10   |
| 23 jan.  | 25 jan.  | Gloria Old Course Classic          | Gloria Golf Club, Belek               | Björn Stromsky        | 140   | -4    |
| 29 jan.  | 31 jan.  | Sueno Dunes Classic                | Sueno Dunes, Belek                    | Florian Pogatschnigg  | 200   | -7    |
| 2 febr.  | 4 febr.  | Sueno Pines Classic                | Sueno Pines, Belek                    | Daniel Wünsche        | 207   | -9    |
| 20 febr. | 22 febr. | Open Mogador                       | Golf de Mogador, Essaouira            | Tim O'Neal            | 219   | +3    |
| 26 febr. | 28 febr. | Al Maaden Classic                  | Al Maaden Golfresorts, Marrakesh      | Marcel Haremza        | 198   | -18   |
| 1 maart  | 3 maart  | Amelkis Classic                    | Amelkis Golf Club, Marrakesh          | Damien Perrier po     | 207   | -9    |
| 9 april  | 11 april | Open Madaef                        | Royal Golf El Jadida, El Jadida       | Tim O'Neal            | 212   | -4    |
| 15 april | 17 april | Open Dar Es Salam                  | Royal Golf Dar Es Salam, Rabat        | David Law             | 216   | -3    |
| 21 april | 23 april | Open Lixus                         | Port Lixus, Larache                   | Björn Stromsky po     | 208   | -8    |
| 22 mei   | 24 mei   | Haugschlag NÖ Open                 | Golfresort Haugschlag, Oostenrijk     | Marcel Haremza        | 200   | -16   |
| 5 juni   | 7 juni   | Land Fleesensee Classic            | Fleesensee G&CC, Duitsland            | Christian Baunsoe po  | 299   | -16   |
| 15 juni  | 17 juni  | Schloss Moyland Golfresort Classic | Schloss Moyland Golfresort, Duitsland | Yannick Gumowski (Am) | 208   | -8    |
| 9 juli   | 11 juli  | Bayreuth Open                      | Bayreuth, Duitsland                   | Moritz Lampert        | 207   | -9    |
| 16 juli  | 18 juli  | Bad Waldsee Classic                | Golf Bad Waldsee, Duitsland           | David Antonelli       | 209   | -7    |
| 6 aug.   | 8 aug.   | Castanea Resort Open               | Golfresort Adendorf, Duitsland        | Marcel Haremza        | 207   | -9    |
| 20 aug.  | 22 aug.  | golfspielen.de Open                | Golf Club Augsburg, Duitsland         | Christoph Günther     | 209   | -7    |
| 26 aug.  | 28 aug.  | Preis des Hardenberg               | Golf Club Hardenberg, Duitsland       | Marcel Haremza        | 207   | -6    |
| 14 sept. | 16 sept. | Deutsche Bank Wroclaw Open         | Toya Golf & Country Club, Polen       | Stephan Wolters po    | 207   | -9    |
| 28 sept. | 30 sept. | EPD Tour Championship              | Golfclub Hofgut Praforst, Duitsland   | Constantin Schwierz   | 207   | -9    |

po Damien Perrier won de Amelkis Classic na play-off tegen Tiago Cruz.

po Björn Stromsky won het Open Luxus na play-off tegen Daniel Wunsche.

po Christian Baunsoe won de Land Fleesensee Classic na play-off tegen Sebastian Heisele. 
po Stephan Wolters won de Wroclaw Open na play-off van Marek Novy.